# 신용파산스왑
신용파산스왑, 신용부도스왑(Credit Default Swap, CDS)이란 신용파생상품의 가장 기본적인 형태로 채권이나 대출금 등 기초자산의 신용위험(credit risk)을 전가하고자 하는 보장매입자(protection buyer)가 일정한 수수료(premium)를 지급하는 대가로 기초자산의 채무불이행 등 신용사건(credit event) 발생시 신용위험을 떠안은 보장매도자(protection seller)로부터 손실액 또는 일정금액을 보전 받기로 약정하는 거래를 말한다. 채권을 보유한 주체가 동 채권의 채무 불이행에 대비하여 일종의 보험에 가입하는 것과 유사하다고 할 수 있다. 

## 현황
2008년 11월 현재 전 세계 CDS 규모는 40 ~ 60조 달러로서, 전 세계 GDP 규모와 비슷하며 동시에 전 세계 금융자산의 1/3 정도 되는 것으로 추정되고 있다.
1. 2008년 상반기 미국 금융기관의 사상최악 부실이 본격화되며 세상에 알려졌으며, CDS를 이해하기 위해서는 원천이 되는 CDO를 이해해야 하고, CDO를 이해하기 위해서는 MBS를 이해해야 한다.
2. CDS는 신용파생상품으로서 CDO(다수의 MBS를 묶은 종합 채권)를 발행할 때, CDO의 위험 부문을 따로 떼어 내서 상품화한 받고, 만약에 CDO에 부실이 발생하면 부실이 발생하는 만큼 B투자자에게 손실액을 갚아 주게 된다.
3. 참고로 IMF 이전 국내 업체가 회사채를 발행하게 되면, 회사채 발행한 회사가 채권 원리금을 지급하지 못하는 사태를 대비해서, 금융기관(은행, 증권회사,)이 보증료(원금의5% 내외)를 받고 보증을 해 주었다. IMF 구제금융 당시 다수 

## 국가부도 가능성의 판단
국가부도 가능성을 판단하려면 빚의 총액이나 퍼센트보단 CDS라는 지수가 적합하다. 외국인이 그 나라에 투자할 때 망할 때를 대비해서 보험상품 가입하는 액수나 비중 산정한건데  수치가 높을수록 국가부도 가능성이 높다. 미국 일본은 15~18정도고 한국은 20~25 중국은 45~50정도다. 베네수엘라는 국가 채무 비율이 20%밖에 안되는데도 CDS 지수가 70,000까지 간 적이 있다.  

## 같이 보기
- 인사이드 잡